# James Hunt (żeglarz)
James Hawley Hunt (ur. 25 lipca 1936 w Bostonie) – amerykański żeglarz sportowy, złoty medalista igrzysk olimpijskich w 1960 w Rzymie.

## Kariera sportowa
Zwyciężył w klasie 5,5 m na  igrzyskach olimpijskich w 1960 w Rzymie. Sternikiem zwycięskiego jachtu Minotaur był George O’Day, a trzecim członkiem załogi David Smith.
W 1968 zwyciężył w regatach Clifford D. Mallory Cup. Później kierował stocznią jachtową w Tampa.